# Ellen Aggerholm
Ellen Aggerholm f. Abrahams (11. april 1882 i København – 11./13. april 1963 i Roskilde) var en dansk skuespillerinde.
Hun var datter af arkitekt Charles Abrahams. Hun debuterede 22. september 1901 på Folketeatret efter at have taget undervisning hos skuespillerne Emanuel Larsen og Johannes Nielsen. Det endelige gennembrud fik hun i 1903 som Käthie i skuespillet Hans Højhed, der blev spillet over 100 gange i perioden 1903-06.
Hun blev gift 20. juni 1903 i Holstebro med skuespilleren Svend Aggerholm og spillede derefter et par år på Folketeatret og Frederiksberg Teater indtil 1908. I perioden 1908-10 var hun på Det Ny Teater, og tog med sin mand tog til London i perioden 1910-14, hvor det lykkedes hende at skabe sig en position i engelsk teater. Allerede i 1910 optrådte hun på teatret Waly Theatre i London, og hun var samme år gæst på Fahlstrøms Theater i Norge. I 1911 optrådte hun som Puk i En skærsommernatsdrøm på His Majesty's Theatre; en af Londons mest fornemme scener. Inden rejsen til London havde hun nået at medvirke i nogle stumfilm, hvor Et Gensyn fra 1910 var hendes filmdebut.
Første Verdenskrig gjorde en ende på hendes engelske karriere. Hun returnerede med sin mand til Danmark i 1914 og turnerede 1914-17 i provinsen og Oslo med det teaterselskab, som hendes mand var leder af, og da han i 1917 blev direktør for Odense Teater, fulgte hun med og blev teatrets førende kvindelige kraft. Det var hun indtil 1921, hvor hun blev ansat ved forskellige københavnske scener; Casino, Dagmarteatret og igen Folketeatret og Det ny Teater. Sæsonen 1935-36 var hun igen tilknyttet Odense Teater, og karrieren sluttede i 1947 efter en årrække på Frederiksberg Teater.

## Filmografi
- Et Gensyn (1910)
- Spionen fra Tokyo (1910)
- De Tre Kammerater (1912)
- Kærlighedsprøven (1912)
- Dødsangstens Maskespil (1912)
- Elskovs Opfindsomhed (1913)
- Dramaet i den gamle Mølle (1913)
- Højt Spil (1913)
- Nellys Forlovelse (1913)
- Guldkalven (1914)
- Fra Mørke til Lys (1914)
- Skyldig? - ikke skyldig? (1914)
- Lykken svunden og genfunden (1914)
- Millionærdrengen (1914)
- I Stjernerne staar det skrevet (1915)
- Nattens Gaade (1915)
- Champagnegaloppen (1938)